# XTAR-EUR
XTAR-EUR ist ein kommerzieller Kommunikationssatellit für militärische Anwendungen, den eine Ariane 5 ECA am 12. Februar 2005 im Weltraum ausgesetzt hat. Mit Treibstoff hat er eine Masse von 3.631 kg und umkreist die Erde in einer geostationären Umlaufbahn auf 29° Ost.
Er ist mit 12 X-Band-Transpondern (7,90–8,40 GHz Uplink, 7,25–7,75 GHz Downlink) ausgestattet. Die stationäre Antenne zeigt auf Spanien, die schwenkbare Antenne erreicht Ost-Brasilien, den Atlantischen Ozean, Europa, Afrika, den Nahen Osten und Singapur. Zum Empfang der Signale sind Parabolantennen mit einem Durchmesser von ca. 2,4 m erforderlich. Die Plattform LS-1300 stellt eine elektrische Leistung von ca. 15 kW bereit.
Das Joint Venture XTAR, LLC aus Loral Space & Communications (USA) und Hisdesat (Spanien) gab den Satelliten in Auftrag, betreibt den Satelliten und bietet die Übertragungskapazitäten den Regierungen und Verteidigungsministerien in Spanien, den USA und befreundeten NATO-Staaten an. XTAR-EUR wurde von der Firma Space Systems/Loral (SSL) gebaut.